# Нащнощь
Нащнощь (Краски) — река на полуострове Камчатка. Протекает по территории Быстринского района Камчатского края России.
Длина реки — 61 км, площадь водосборного бассейна — 157 км². Берёт исток у подножия сопки Тыркачин, в среднем течении почти до самого устья протекает параллельно реки Ича, в которую и впадает справа.
Гидроним предположительно имеет ительменское происхождение, его точное значение не установлено.
По данным государственного водного реестра России относится к Анадыро-Колымскому бассейновому округу.
- Код водного объекта 19080000212120000030409